# Girl Code
Girl Code ist eine US-amerikanische Fernsehserie, die erstmals am 23. April 2013 auf MTV ausgestrahlt wurde. In der Serie sind mehrere weibliche Sängerinnen, Schauspielerinnen und Komikerinnen, neben ein paar einzelnen Männern, und geben Tipps, wie Mädchen oder junge Frauen sich ihrer Meinung nach verhalten sollten. Häufige Themen sind dabei der Umgang mit Jungs und Freundinnen.

## Hintergrund
Die Serie ist ein Spin-off der Sendung Guy Code (hier nun aus weiblicher Sicht), die auch auf MTV läuft. Die erste Staffel von Girl Code war in dessen Timeslot die erfolgreichste Sendung im Kabelfernsehen bei weiblichen Zuschauern im Alter von 12 bis 34 Jahren. In den USA lief mittlerweile die vierte Staffel der Serie im Sommer 2015.
In Deutschland wird die Serie auf dem kostenpflichtigen Sender MTV Germany ausgestrahlt. Seit dem 28. September 2015 läuft die Sendung auch auf dem frei empfangbaren Schwesterprogramm Nickelodeon in dessen Programmfenster Nicknight.

## Mitwirkende
In der Serie sind mehrere Prominente zu sehen, die gewöhnlich vor einem Greenscreen sprechen:
- Alesha Renee
- Alice Wetterlund
- Andrew Schulz
- Annie Lederman (seit Staffel 3)
- April Rose (Staffel 1–2)
- Awkwafina (seit Staffel 3)
- Carly Aquilino
- Charlamagne Tha God
- Chris Distefano
- Esther Ku (Staffel 1–3)
- Jade Catta-Preta (seit Staffel 3)
- Jamie Lee
- Jeff Dye (Staffel 1–2)
- Jessimae Peluso (Staffel 1–2)
- Jordan Carlos (Staffel 1–3)
- Matteo Lane (seit Staffel 4)
- Melanie Iglesias (Staffel 1–3)
- Nicole Byer
- Quinn Marcus
- Shalyah Evans
- Shannon Coffey (seit Staffel 4)
- Tanisha Long
- Tiara Thomas (seit Staffel 4)